# Aenictogiton attenuatus
Aenictogiton attenuatus – gatunek mrówki z podrodziny Aenictogitoninae. Występuje w Demokratycznej Republice Konga.